# Axxón
Axxón é um e-zine argentino dedicado principalmente a divulgação da literatura de ficção científica, fantasia e terror.

## História
Criada em 1989 por Eduardo J. Carletti e Fernando Bonsembiante, Axxón foi a primeira revista editada em meio informático em língua espanhola, destacando-se ainda mais por estar contida num programa executável desenvolvido independentemente por seus criadores. A principal inspiração para o surgimento deste veículo literário foi a forte crise econômica pela qual passava a Argentina na época: a inflação mensal, de cerca de 200%, tornava quase impossível qualquer novo projeto de edição e impedia particularmente a expansão dos vários fanzines de ficção científica que haviam começado a surgir durante a década de 1980.
Axxón foi publicada mensalmente durante nove anos seguidos, superando a casa da centena de edições, mas diversas circunstâncias tornaram mais irregulares a preparação dos números executáveis. Além disso, o acesso à Internet do público regular era mais econômico e fácil. Tudo isso fez com que Carletti decidisse dar novo impulso à publicação, transformando a página web de Axxón de ponto de referência para o download dos programas executáveis em sede de um webzine extremamente ativo.

### Axxón hoje
No sítio de Axxón estão localizados presentemente os números mensais da revista, sob a direção editorial de Eduardo J. Carletti e seleção de pauta por Carletti e Carlos Daniel J. Vázquez, que constituem a direção literária. Além de contos, a revista apresenta uma seção de Correio, uma coluna permanente de divulgação científica a cargo de Marcelo Dos Santos, e seções diversas e regulares, como AnaCrónicas, a cargo de Otis, e Batiburrillo, a cargo de Saurio. E além do formato habitual de revista, o sítio apresenta como complemento, sob a direção de Carletti, uma seção de curiosidades inspiradoras sobre ciência e história, o célebre Zapping de Axxón, críticas literárias e cinematográficas, uma galeria de arte, uma seção bem-nutrida de notícias de literatura e ciência, uma página dedicada a Héctor Germán Oesterheld, uma cidade virtual denominada Urbys, uma seção sobre futuros possíveis, seções de HQs e o início de uma enciclopédia da ficção científica argentina, no formato "Wiki".
Embora apresente seus textos majoritariamente em castelhano, a partir da página principal podem ser acessadas versões em outros idiomas de contos publicados anteriormente.

## Características técnicas
Originalmente, o programa executava sob MS-DOS com uma quantidade relativamente pequena de páginas. Melhoras sucessivas na compressão de dados permitiram que no reduzido espaço de um disquete de 360 kilobytes se pudessem incluir romances completos com ilustrações, como foi o caso de El Libro de la Tierra Negra, de Carlos Gardini, hoje um livro impresso por meios convencionais, mas foi editado pela primeira vez como um número especial de Axxón. Refinamentos posteriores permitiram a inclusão de imagens melhores, sons, conversão para uma versão completamente gráfica e outra que executava sob o Windows, sempre com a ideia de que o programa inteiro devia caber num disquete (que nessa época já eram de 1,2 e 1,44 megabytes).
Presentemente, as edições podem ser baixadas comprimidas em formato ZIP diretamente da página de Axxón na internet, e há uma versão para Plucker, programa para PDAs que executam sob Palm OS.